# Parcs nationaux en Allemagne

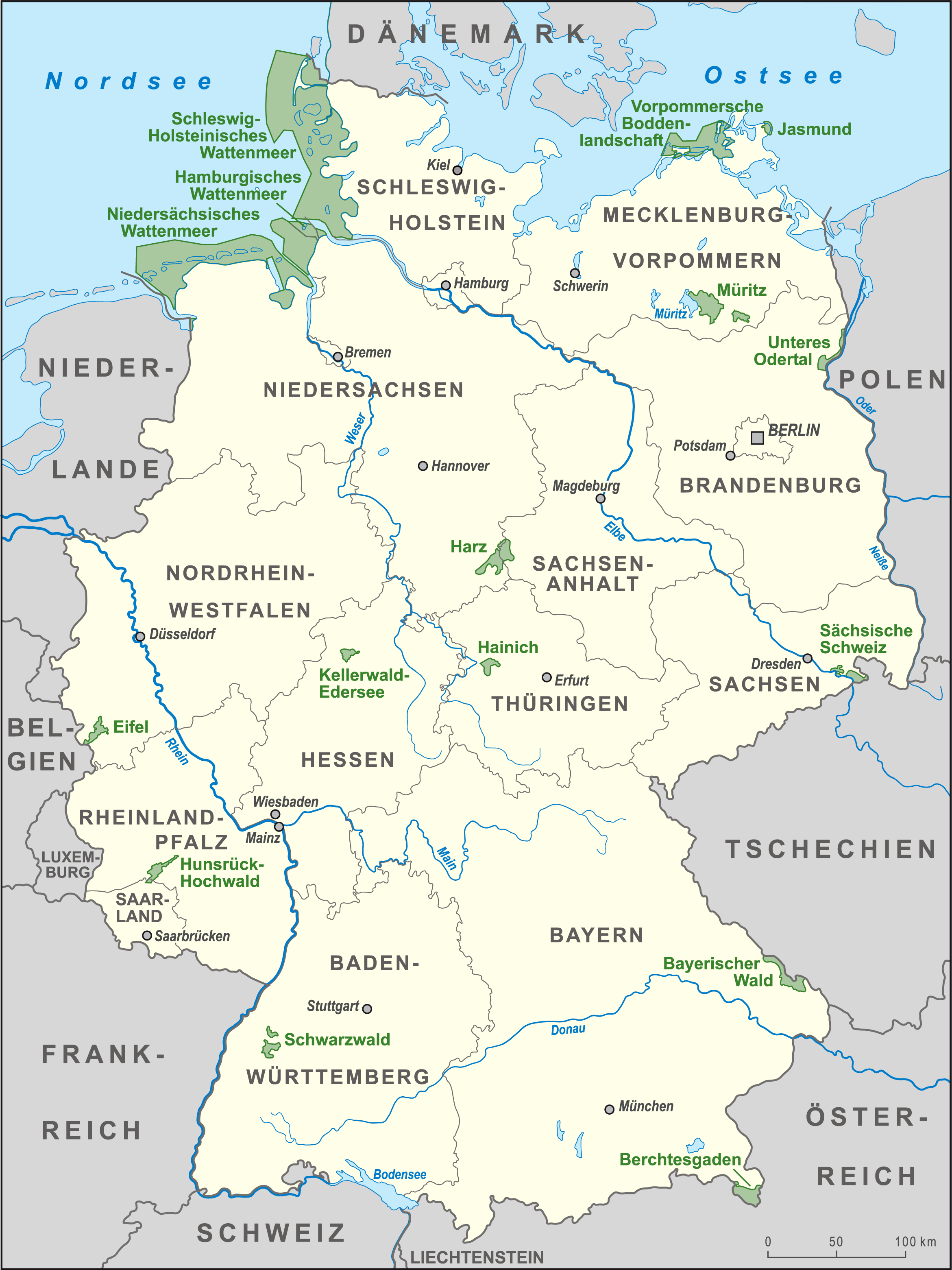
Carte des parcs nationaux en Allemagne

Les parcs nationaux en Allemagne sont des zones naturelles ou semi-naturelles de conservation de la nature, régies par une loi fédérale (la Loi fédérale sur la conservation de la nature (de)) entrée en vigueur le 1er janvier 1977.
En 2016, ils sont au nombre de 16 et couvrent 1 047 800 hectares dont la majorité est constituée de zones marines sur les côtes de la mer du Nord et de la Baltique. Seuls 194 209 ha sont situés en zones exclusivement terrestres, ce qui représente 0,54 % du territoire terrestre allemand.

## Vue d'ensemble des parcs nationaux allemands
| {{{4}}} |

| {{{4}}} |

| {{{4}}} |

| {{{4}}} |

| {{{4}}} |

| {{{4}}} |

| {{{4}}} |

| {{{4}}} |

| {{{4}}} |

| {{{4}}} |

| {{{4}}} |

| {{{4}}} |

| {{{4}}} |

| {{{4}}} |

| {{{4}}} |

| {{{4}}} |